# Myrceugenia alpigena
Myrceugenia alpigena là một loài thực vật có hoa trong Họ Đào kim nương. Loài này được (DC.) Landrum mô tả khoa học đầu tiên năm 1980.